# (3786) Yamada
(3786) Yamada est un astéroïde de la ceinture principale.

## Description
(3786) Yamada est un astéroïde de la ceinture principale. Il fut découvert le 10 janvier 1988 à Chiyoda par Takuo Kojima. Il présente une orbite caractérisée par un demi-grand axe de 2,55 UA, une excentricité de 0,08 et une inclinaison de 14,3° par rapport à l'écliptique.

## Compléments